# Alondra de la Parra
Alondra de la Parra (1980) é uma regente mexicana, diretora da Filarmónica de las Américas. Alondra foi considerada pela revista Poder uma das 20 pessoas mais influentes abaixo dos 40 anos, por sua importância para a cultura do México, onde chegou a ser nomeada ainda embaixadora cultural.

## Biografia
Alondra de la Parra nasceu em Nova York, mas mudou-se para o México precocemente aos 2 anos de idade, onde veio a estudar composição no Centro de Investigación y Estudios Musicales. Alondra foi ainda casada com Carlos Zedillo, filho do ex-presidente do México Ernesto Zedillo.